# (1395) Aribeda
(1395) Aribeda ist ein Asteroid des Hauptgürtels, der am 16. Juli 1936 vom deutschen Astronomen Karl Wilhelm Reinmuth in Heidelberg entdeckt wurde.
Der Name des Asteroiden stellt eine Abkürzung dar: Astronomisches Rechen-Institut, Berlin Dahlem.